# Гуменяк Дмитро Васильович
Дмитро Васильович Гуменяк (нар. 8 листопада 1976) — український футболіст, що грав на позиції півзахисника. Відомий за виступами за низку українських клубів першої та другої ліги, зокрема, «Скала», «Волинь», «Факел» (Івано-Франківськ) та «Чорногора».

## Клубна кар'єра
Дмитро Гуменяк розпочав заняття футболом у спецгрупі Івано-Франківського ВПУ № 21, і першим його тренером був відомий у минулому футболіст місцевого клубу «Прикарпаття» Богдан Дебенко. Дебютував молодий футболіст у професійному футболі в 1994 році в команді третього українського дивізіону «Бескид» з Надвірної. Після повернення команди на аматорський рівень деякий час виступав за надвірнянський клуб в обласних змаганнях. Наступним, також аматорським клубом, в кар'єрі Гуменяка став долинський «Нафтовик». У серпні 1995 року футболіст отримав запрошення від друголігової команди «Хутровик» з Тисмениці. За півроку виступів Дмитро Гуменяк отримав запрошення від клубу першої ліги «Скала» зі Стрия, проте вже за півроку «Скала» припинила існування, і Дмитро Гуменяк повернувся до тисменицького клубу. За півроку перейшов до складу луцької «Волині», яка вибула з вищої ліги за результатами попереднього сезону. У луцькому клубі, який майже повністю оновив свій склад після вибуття до першого дивізіону, Гуменяк став одним із гравців основного складу, зігравши за півроку 16 матчів у чемпіонаті, проте він прийшов у команду після того, як лучани після добре проведеного початку чемпіонату, коли вони були тривалий час серед лідерів першості, у зв'язку із погіршенням фінансування клубу збавили оберти, та у підсумку зайняли 4 місце, і не зуміли повернутись до вищої ліги. Дмитро Гуменяк і далі продовжив виступи в луцькому клубі, залишаючись гравцем основи, зігравши в наступному сезоні 39 матчів за клуб. Сезон 1998—1999 року Гуменяк також розпочав у «Волині», зігравши 16 матчів протягом першого кола чемпіонату. Проте в команді й далі погіршувалися як фінансування, так і виступи в чемпіонаті, й футболіст з початку 1999 року став гравцем польського клубу другого дивізіону КСЗО з Островця-Свентокшиського, де в той час виступало багато українських футболістів. На початку 2000 року Дмитро Гуменяк повернувся в Україну, та протягом півроку грав за друголіговий клуб «Поділля» з Хмельницького. На початку 2001 року Гуменяк удруге став гравцем луцького клубу, який змінив назву на СК «Волинь-1», проте цього разу зіграв за клуб лише 6 матчів. Улітку Дмитро Гуменяк став гравцем друголігового клубу ЛУКОР, проте вже з початку 2002 року став гравцем іншого друголігового клубу «Чорногора» з Івано-Франківська. У цьому клубі футболіст виступав більше двох років, і за нетривалий час виступів клубу на професійному рівні став його кращим бомбардиром, відзначившись 17 забитими м'ячами у 87 проведених у чемпіонаті матчах. На початку 2005 року Дмитро Гуменяк став гравцем івано-франківського «Факела», що став останнім клубом в його професійній кар'єрі. Далі футболіст грав у складі аматорських клубів Івано-Франківської області: «Цементника» із Ямниці, «Тепловика» з Івано-Франківська, «Придністров'я» з Тлумача. Останнім клубом Дмитра Гуменяка став івано-франківський клуб «Галичина-Бескид».